# Agrotis irroratafusca
Agrotis irroratafusca är en fjärilsart som beskrevs av Tutt 1892. Agrotis irroratafusca ingår i släktet Agrotis och familjen nattflyn. Inga underarter finns listade i Catalogue of Life.